# BBC
La British Broadcasting Corporation (BBC; en español: «Corporación Británica de Radiodifusión») es el servicio público de radio y televisión del Reino Unido. Tiene su sede en la Broadcasting House en Londres. La BBC opera bajo el mandato de una Carta Real que garantiza su independencia frente a controles de tipo político o comercial.
Emite para todo el Reino Unido, su territorio está formado geográficamente por la isla de Gran Bretaña, el noreste de la isla de Irlanda (Irlanda del Norte), pequeñas islas adyacentes y territorios británicos de ultramar: Acrotiri y Dhekelia, Anguila, Bermudas, Gibraltar, Islas Caimán, Islas Pitcairn, Islas Turcas y Caicos, Islas Vírgenes Británicas, Montserrat, Santa Elena, Ascensión y Tristán de Acuña, Territorio Antártico Británico, Territorio Británico del Océano Índico, Dependencia de la Corona británica, Guernsey, Isla de Man, Jersey).
También emite a través del internet, satélite, TDT y cable casi todos los canales de televisión en los siguientes países: Antigua y Barbuda, Bahamas, Barbados, Belice, Canadá, Granada, Jamaica, San Cristóbal y Nieves, Santa Lucía, San Vicente y las Granadinas, Australia, Nueva Zelanda, Papúa Nueva Guinea, Islas Salomón y Tuvalu.
En cada una de las regiones del Reino Unido hay servicios de la BBC especializados en dichos territorios, como ocurre con BBC Scotland, el cual transmite exclusivamente para Escocia.

## Historia

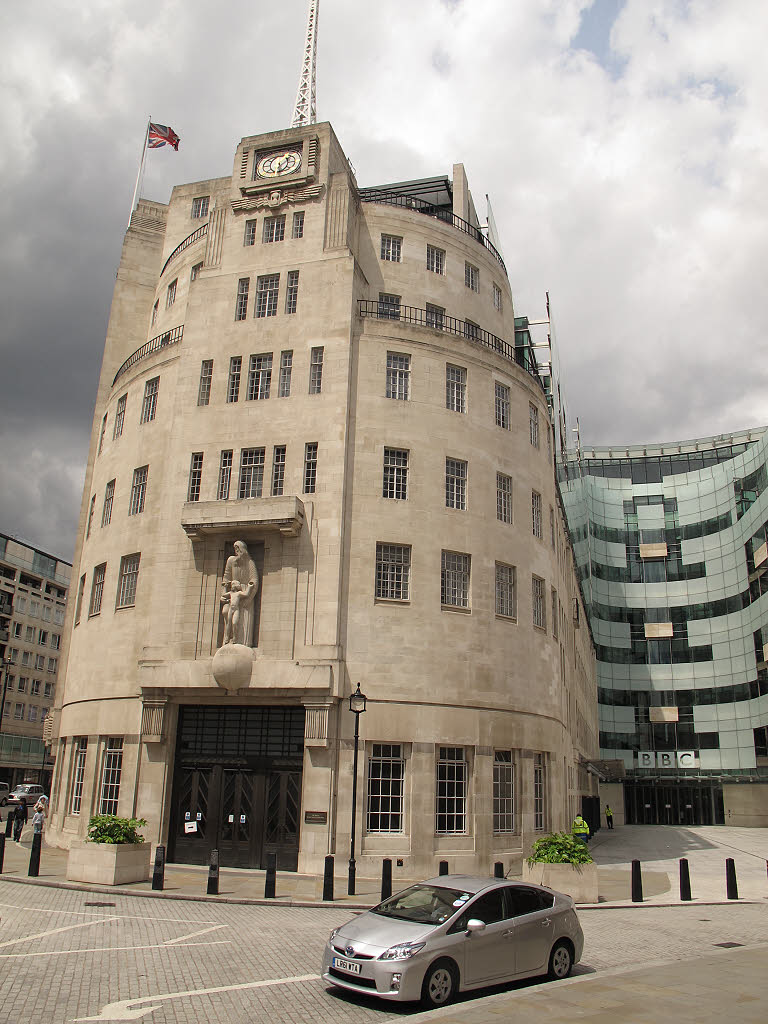
Broadcasting House, sede de la BBC

El 18 de octubre de 1922, un consorcio de fabricantes británicos de radios fundó la British Broadcasting Company Ltd, compañía encargada de transmitir un servicio de radio de forma experimental. John Reith se convirtió en el primer director ejecutivo de la compañía. El 1 de junio de 1927, una Carta Real establece una entidad pública, la British Broadcasting Corporation, como sucesora de la British Broadcasting Company Ltd. John Reith fue nombrado su director general. En 1932, la BBC empezó a emitir señales de televisión de forma experimental. La difusión regular de TV inició en 1936.
En 1954, la BBC perdió el monopolio de la TV dentro del Reino Unido al aparecer la cadena privada ITV. El monopolio de la radio persistió hasta la década de los setenta.

### 2011-presente
Más recortes fueron anunciados el 6 de octubre de 2011, por lo que la BBC podría alcanzar una reducción total de su presupuesto de 20%, a raíz de la congelación de tarifa de licencia en octubre de 2010, los detalles incluyen reducir el personal para el año 2000 y de un envío mayor de 1000 euros para el desarrollo del MediaCityUK, con BBC Three en movimiento en el año 2016, la distribución de más programas entre estaciones y canales, distribución de boletines de noticias de radio, más repeticiones en los horarios, incluyendo la totalidad de la BBC Two. BBC HD fue clausurada el 26 de marzo de 2013 y reemplazada por un transmisión en simultánea en HD de la BBC Two; sin embargo, los programas emblemáticos, otros canales y la financiación completa se mantendrían en la CBBC y CBeebies. Numerosas instalaciones de la BBC se han liquidado, incluyendo a la New Broadcasting House en Oxford Road en Mánchester. Muchas secciones principales han retornado a la Broadcasting House y MediaCityUK, sobre todo desde el cierre de la BBC Television Centre, en marzo de 2013.

## Financiación
La BBC se financia principalmente mediante un impuesto televisivo que pagan quienes tengan un receptor de TV en el Reino Unido. El precio del impuesto lo fija anualmente el Gobierno británico y se acuerda en el Parlamento. Un impuesto similar se cobraba a los dueños de aparatos de radio, pero se suprimió en 1971. 
Otra fuente de financiación es la venta de programas, revistas, libros y DVD elaborados por la BBC.

### Gastos
Los siguientes gráficos y tablas representan los gastos de la cadena en 2012/2013.
| Departamento                                                  | Coste Total (millones de £) |
| ------------------------------------------------------------- | --------------------------- |
| Television incluyendo BBC Red Button                          | 2471.5                      |
| Radio                                                         | 669.5                       |
| BBC Online                                                    | 176.6                       |
| Licence Fee Collection                                        | 111.1                       |
| Orchestras and Performing Groups                              | 29.2                        |
| S4C                                                           | 30                          |
| Digital switchover                                            | 56.9                        |
| Restructuración                                               | 23.1                        |
| Propiedades                                                   | 181.6                       |
| Tecnología                                                    | 175.1                       |
| BBC Trust                                                     | 11.9                        |
| Bibliotecas, conocimientos financiados y eventos comunitarios | 33.6                        |
| Otros                                                         | 925.9                       |
| Total                                                         | 4896                        |

| Servicio       | Coste Total 2012/13 (millones de £) | Comparación con 2011/12 (millones de £) |
| -------------- | ----------------------------------- | --------------------------------------- |
| BBC One        | 1,463.2                             | + 125.6                                 |
| BBC Two        | 543.1                               | + 6                                     |
| BBC Three      | 121.7                               | + 8.8                                   |
| BBC Four       | 70.2                                | + 2.4                                   |
| CBBC           | 108.7                               | + 1.4                                   |
| CBeebies       | 43                                  | + 0.6                                   |
| BBC News       | 61.5                                | + 4                                     |
| BBC Parliament | 10.5                                | + 1.2                                   |
| BBC Alba       | 7.8                                 | - 0.2                                   |
| BBC Red Button | 41.8                                | + 4.6                                   |
| Total          | 2,471.5                             | + 136.6                                 |

| Servicios                          | Coste Total 2012/13 (millones de £) | Comparación con 2011/12 (millones de £) |
| ---------------------------------- | ----------------------------------- | --------------------------------------- |
| BBC Radio 1                        | 54.2                                | + 3.6                                   |
| BBC Radio 1Xtra                    | 11.8                                | + 0.7                                   |
| BBC Radio 2                        | 62.1                                | + 1.6                                   |
| BBC Radio 3                        | 54.3                                | + 1.8                                   |
| BBC Radio 4                        | 122.1                               | + 6.2                                   |
| BBC Radio 4 Extra                  | 7.2                                 | - 1                                     |
| BBC Radio 5 Live                   | 76                                  | + 6.7                                   |
| BBC Radio 5 Live Sports Extra      | 5.6                                 | + 0.3                                   |
| BBC Radio 6 Music                  | 11.5                                | - 0.2                                   |
| BBC Asian Network                  | 13                                  | 0                                       |
| BBC Local Radio                    | 152.5                               | + 6                                     |
| BBC Radio Scotland                 | 32.7                                | + 0.6                                   |
| BBC Radio nan Gàidheal             | 6.3                                 | + 0.3                                   |
| BBC Radio Wales                    | 18.8                                | + 1.1                                   |
| BBC Radio Cymru                    | 17.6                                | + 1.7                                   |
| BBC Radio Ulster y BBC Radio Foyle | 23.8                                | 0                                       |
| Total                              | 669.5                               | + 29.4                                  |

## Servicios

### Radio
La BBC tiene diez estaciones de radio cuya señal cubre todo el Reino Unido, 40 estaciones de radio local en Inglaterra y seis estaciones de radio local ubicadas en Escocia, país de Gales e Irlanda del Norte. De las diez estaciones de cobertura nacional, cinco emiten en AM, FM, DAB y por Internet. Ellas son: 
|  | BBC Radio 1: música pop contemporánea y rock, noticias y documentales de música. Está dirigida a un público joven. |
|  | BBC Radio 2: música adult contemporary, comedia y noticias. Está dirigida a un público adulto.                     |
|  | BBC Radio 3: arte y cultura, drama, música clásica, jazz.                                                          |
|  | BBC Radio 4: noticias, programas de actualidad, artes, historia, drama, ciencia, libros y religión.                |
|  | BBC Radio 5 Live: noticias y deportes.                                                                             |
|  | Inglaterra BBC Radio England (en inglés): con desconexiones según zona de Inglaterra que sea                       |
|  | Escocia: BBC Radio Scotland (en inglés), BBC Radio nan Gaidheal (en gaélico escocés).                              |
|  | País de Gales: BBC Radio Wales (en inglés), BBC Radio Cymru (en galés).                                            |
|  | Irlanda del Norte: BBC Radio Ulster (nacional), BBC Radio Foyle (condado de Londonderry).                          |
Las otras cinco radios de alcance nacional difunden solo en DAB y por Internet. Ellas son:
|  | BBC Radio 1Xtra: música urbana. Está dirigida a un público joven.                                  |
|  | BBC Radio 4 Extra: música clásica, comedia, drama, libros, ciencia y programas infantiles.         |
|  | BBC Radio 5 Sports Extra: cobertura de acontecimientos deportivos en directo.                      |
|  | BBC Radio 6 Music: música alternativa, indie                                                       |
|  | BBC Asian Network: música, noticias y deportes. Destinado a la comunidad asiática del Reino Unido. |
Las otras dos radios de alcance nacional difunden solo en por Internet (BBC Sounds). Ellas son:
|  | BBC Radio 1 Dance: Éxitos clásicos y las mejores pistas de baile nuevas. |
|  | BBC Radio 1 Anthems: Himnos de la música pop.                            |
BBC Local Radio consiste en 40 emisoras locales en Inglaterra que proveen entretenimiento, noticias y música a su área local de emisión. Las 40 emisoras son:
- Este: BBC Essex, BBC Radio Cambridgeshire, BBC Radio Norfolk, BBC Radio Northampton, BBC Radio Suffolk, BBC Three Counties Radio.
- Región central (Midlands) Este: BBC Radio Derby, BBC Radio Leicester, BBC Radio Nottingham.
- Londres: BBC London 94.9.
- Noreste y Cumbria: BBC Newcastle, BBC Radio Cumbria, BBC Tees.
- Noroeste: BBC Radio Lancashire, BBC Radio Manchester, BBC Radio Merseyside.
- Sur: BBC Radio Berkshire, BBC Radio Oxford, BBC Radio Solent.
- Sureste: BBC Radio Kent, BBC Surrey, BBC Sussex.
- Suroeste: BBC Guernsey, BBC Radio Cornwall, BBC Radio Devon, BBC Radio Jersey.
- Oeste: BBC Radio Bristol, BBC Radio Gloucestershire, BBC Somerset, BBC Wiltshire.
- Región central (Midlands) Oeste: BBC WM, BBC Coventry & Warwickshire, BBC Hereford and Worcester, BBC Radio Shropshire, BBC Radio Stoke.
- Yorkshire: BBC Radio Leeds, BBC Radio Sheffield, BBC Radio York.
- Yorkshire & Lincolnshire: BBC Radio Humberside, BBC Lincolnshire.

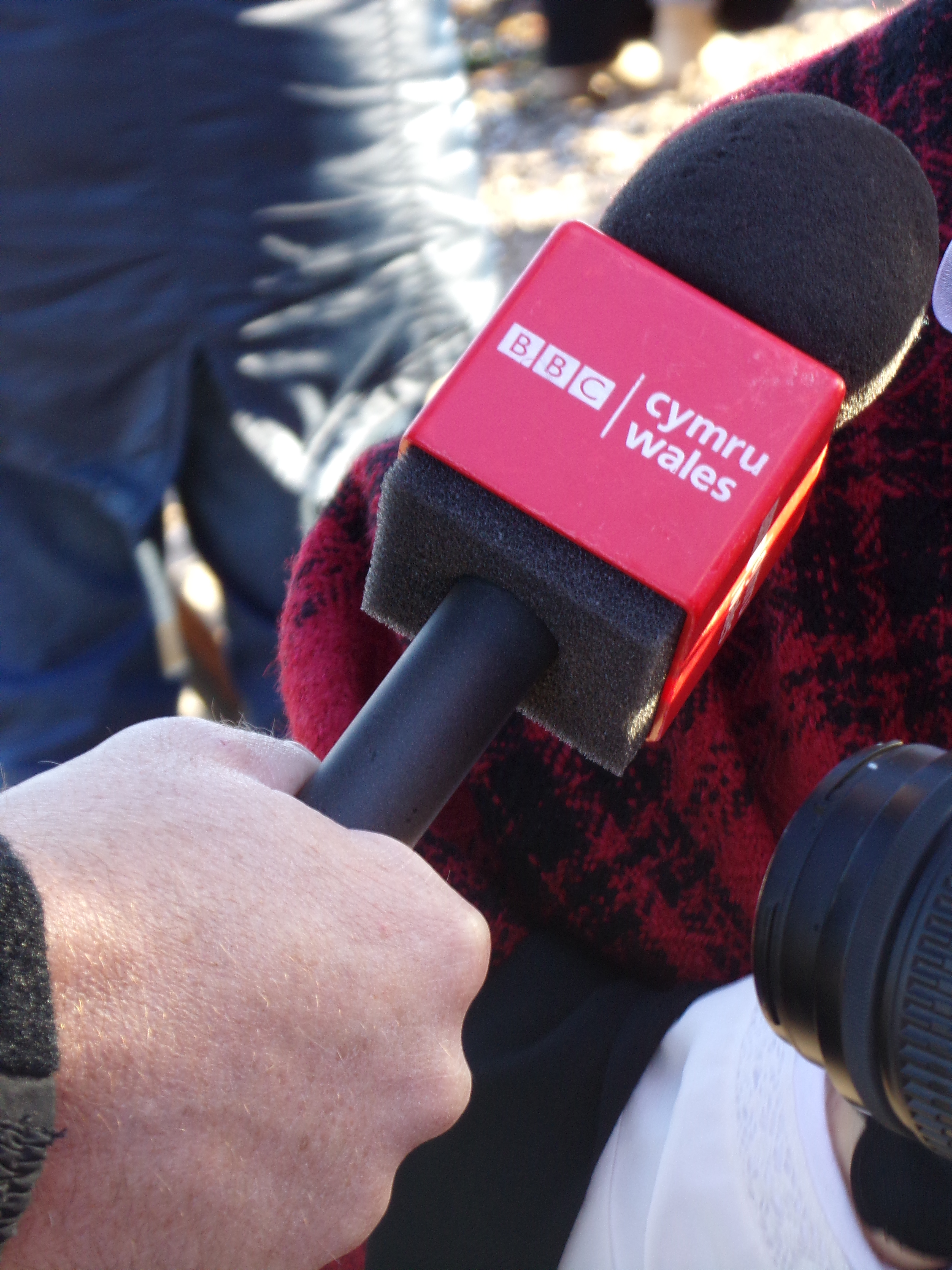
Micrófono de BBC Radio Cymru/Wales.

Los servicios de radio en Escocia, país de Gales e Irlanda del Norte son:
- Escocia: BBC Radio Scotland, BBC Radio Shetland, BBC Radio nan Gaidheal (en gaélico escocés).
- País de Gales: BBC Radio Wales (en inglés), BBC Radio Cymru (en galés).
- Irlanda del Norte: BBC Radio Ulster, BBC Radio Foyle (en irlandés).

El Servicio Mundial de la BBC ofrece noticias y programas de actualidad en inglés y en varios idiomas extranjeros para una audiencia internacional.

### Televisión
- BBC One: Generalista.

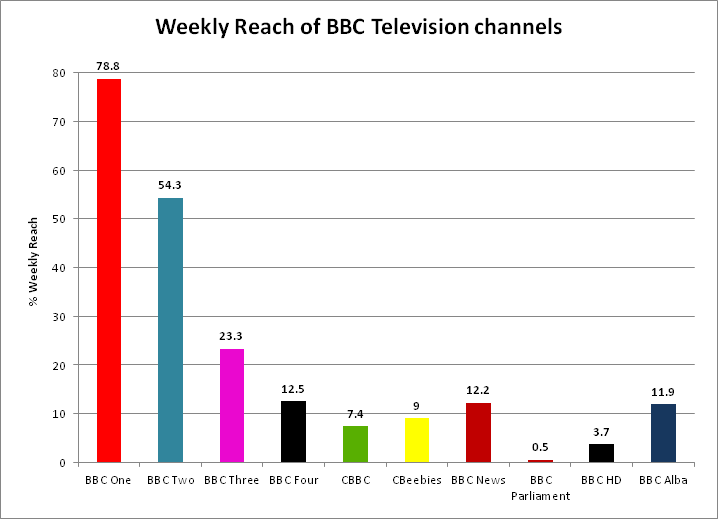
Alcance semanal de los canales de televisión nacional de la BBC 2011–12.

- BBC Two: Generalista de carácter transgresor.
- BBC Three: Público juvenil, series y realities. Comparte canal con CBBC.
- BBC Four: Público adulto, arte, cultura, dramas y documentales. Comparte canal con CBeebies.
- CBBC: Infantil preadolescente. Comparte canal con BBC Three.
- CBeebies: Infantil preescolar. Comparte canal con BBC Four.
- BBC News: Noticias.
- BBC Parliament: Sesiones del parlamento.
- BBC Scotland: Generalista, para Escocia.
- BBC Alba: Generalista, en idioma gaélico.

La BBC opera varios canales de televisión en el Reino Unido de que la BBC One y BBC Two son los canales de televisión emblemáticos. Además de estos dos canales emblemáticos, la BBC sólo opera varias estaciones digitales: BBC Three, BBC Four, BBC News, BBC Parliament, y dos canales infantiles, CBBC y CBeebies. La televisión digital es ahora de uso generalizado en el Reino Unido, con la transmisión analógica completamente eliminada antes de diciembre de 2012.
BBC One es un servicio de televisión nacional que ofrece opciones de exclusión a través del día para las noticias locales y otra programación local. Estas variaciones son más pronunciadas en la BBC 'Nations', es decir, Irlanda del Norte, Escocia y Gales, donde la presentación se lleva a cabo sobre todo a nivel local en la BBC One y Two, y donde los horarios de programas pueden variar en gran medida. Existen variaciones de la BBC Two en las Naciones, sin embargo regiones inglesas actuales tienen la rara vez la opción de "optar por el no' como la programación regional ahora sólo existe en la BBC, y no participación regionales no son posibles en las regiones que ya han realizado el cambio a la televisión digital . BBC Two también fue el primer canal que transmite en 625 líneas en 1964, a continuación, lleva un servicio de color regular a pequeña escala a partir de 1967, la BBC One seguiría en noviembre de 1969.
Un nuevo canal de televisión en gaélico escocés, BBC Alba, se puso en marcha en septiembre de 2008 También es el primer canal de géneros variados que venien enteramente de Escocia con casi todos sus programas producidos en Escocia. El servicio únicamente está disponible a través de satélite, pero desde junio de 2011 ha sido disponible para los espectadores en Escocia en TDT y televisión por cable.
La BBC actualmente opera dos canales de alta definición, BBC One HD y BBC Two HD, tanto de alta definición difusiones simultáneas de sus respectivos canales SD. Hasta el 26 de marzo de 2013, un canal separado llamado BBC HD estaba disponible, en lugar de BBC Two HD. Se puso en marcha el 9 de junio de 2006, tras un juicio de 12 meses de las emisiones. Se convirtió en un canal adecuado en 2007, y proyectando programas en alta definición como transmisiones simultáneas en su señal principal u otras repeticiones. La empresa ha producidos programas en un formato acorde por muchos años, y declaró que esperaba producir 100% de nuevos programas en HDTV en 2010. El 3 de noviembre de 2010, se lanzó una emisión simultánea de alta definición de la BBC One, titulado BBC One HD y BBC Two HD lanzado el 26 de marzo de 2013, en sustitución de la BBC HD.
En la República de Irlanda, Bélgica, los Países Bajos y Suiza, los canales de la BBC están disponibles en número de aires. En estos países, los operadores digitales y de cable tienen una gama de canales de la BBC que incluyen a la BBC One, BBC Two y BBC World News, aunque los espectadores en la República de Irlanda pueden recibir servicios de la BBC a través de la "sobrepoblación" de la emisora en Irlanda del Norte o Gales, o por medio de 'rebajas'. recibieron fuera del aire, o de satélite digital.
Desde 1975, la BBC también ha proporcionado a sus programas de TV a la Fuerzas de Servicio de Radiodifusión Británica (BFBS), permitiendo a los miembros de fuerzas armadas del Reino Unido que sirven en el extranjero para verlas en cuatro canales de televisión. Desde el 27 de marzo de 2013, BFBS llevará versiones de BBC One y BBC Two, que incluirá la programación infantil de CBBC, así como la programación que lleva la BBC Three en un nuevo canal llamado BFBS Extra.
Desde 2008, todos los canales de la BBC están disponibles para ver en línea a través del servicio BBC iPlayer. Esta capacidad de transmisión en línea se produjo tras los ensayos de transmisión en vivo, que implica la transmisión de determinados canales en el Reino Unido.
En febrero de 2014, el director general Tony Hall anunció que la empresa necesita para salvar a £ 100 millones. En marzo de 2014, la BBC confirmó planes para que la BBC Three para convertirse en un canal de Internet solamente.

### Otros servicios
BBC News es una división de la BBC encargada de recoger y producir noticias e información de actualidad para las divisiones informativas de televisión, radio e internet de la BBC.
BBC Monitoring (Monitores de la BBC) es una división de la BBC que selecciona y traduce información de emisoras de radio y televisión, prensa, agencias de noticias y sitios web provenientes de 150 países en más de 70 idiomas. La estación receptora de señales para BBC Monitoring se encuentra en Crowsley Park, en South Oxfordshire. Los reportes producidos por BBC Monitoring son usados por el gobierno británico y por clientes comerciales. BBC Monitoring fue creado en 1939 para proveer al gobierno de datos de aquellos países donde la actividad de periodistas extranjeros estaba prohibida.
BBC Online es el sitio web principal de la BBC. BBC Online aloja enlaces a otros sitios web de la BBC como BBC News Online o BBC Mundo. 
BBC Worldwide es la subsidiaria comercial de la BBC. BBC Worldwide es responsable de un amplio abanico de actividades comerciales, entre las cuales está la administración de las estaciones BBC Entertainment, BBC America, BBC Canada, BBC Lifestyle, BBC Arabic Television, BBC Persian Television, BBC Kids, BBC Urdu, BBC World News, BBC Earth, BBC HD (señal international), UKTV (Reino Unido) y UKTV (Australia y Nueva Zelanda).

## Críticas
Diversas críticas han envuelto a la BBC. Las más comunes son la presunta falta de objetividad e imparcialidad percibida por algunos observadores y el modo de financiamiento de la BBC mediante el canon televisivo.
Durante la guerra de las Malvinas, el entonces ministro del Foreign Office, Francis Pym, dijo que algunos medios de comunicación estaban "tratando como iguales" a los británicos y argentinos y expresó preocupación por el modo como la BBC cubría el conflicto. El diputado conservador Robert Adley calificó a la BBC como “quintacolumna del general Galtieri en Gran Bretaña”. La exposición de la posición argentina hecha por varios programas y periodistas de la BBC llegó a ser calificada de “traición” por algunos espectadores.
En octubre de 1991, el presidente del partido conservador británico, Chris Patten, acusó a la BBC de tener “prejuicios anticonservadores”. El diario londinense Daily Mail publicó en 2006 que en una reunión secreta los ejecutivos de la BBC habrían admitido que la corporación está dominada por liberales de izquierda que promueven deliberadamente el multiculturalismo, el antiamericanismo y que tienen un sesgo contra el cristianismo.
En octubre de 2003, los miembros de la Conferencia episcopal de Inglaterra y Gales publicaron una declaración en la que denunciaron a los espacios Panorama y Kenyon Confronts de la BBC de atacar al papa Juan Pablo II, al Vaticano y a los católicos. Panorama, emitió el 12 de octubre un programa llamado Sexo y la Ciudad Santa donde se afirmó que las enseñanzas del papa y de la Iglesia sobre el aborto y la anticoncepción “provocan la difusión de la pobreza y de la mortalidad”. La declaración indicó que el programa del 15 de octubre de Kenyon Confronts se centró en los casos de abusos de niños por parte de dos sacerdotes en los que se presentaron “informaciones discutibles y parciales sobre las acciones pasadas y presentes de la Iglesia”. La organización católica provida Human Life International presentó en octubre de 2003 un informe en el que señaló que el “contenido anticatólico” de los programas de la BBC responderían a presuntos vínculos de la BBC con organizaciones proelección como la Federación Internacional de Planificación Familiar.
El 30 de enero de 2011, los presentadores del programa Top Gear dijeron que los vehículos mexicanos reflejan las características de ese país y que los mexicanos son “vagos, irresponsables, flatulentos y pasados de peso”. Los comentarios causaron la indignación de muchos mexicanos, por lo que la BBC tuvo que disculparse. La BBC explicó que las guías editoriales de la corporación permiten la comedia basada en estereotipos nacionales en aquellos programas donde la audiencia sabe que se hacen ese tipo de bromas, como es el caso de Top Gear.
En octubre de 2013, el presidente de Venezuela, Nicolás Maduro, calificó de “ridículo” a BBC Mundo por la publicación de un artículo sobre la creación del Viceministerio para la Suprema Felicidad Social del Pueblo. Según Maduro, la BBC se burlaba del concepto de la suprema felicidad social y se hacía eco de los voceros de la “maltrecha burguesía parasitaria que hace vida política en Venezuela”.

### Alegaciones de hispanofobia
Algunos programas de la BBC han recibido críticas por ser hipotéticamente hispanófobos. La serie Civilization (1969), una de las más importantes e influyentes de la BBC, dejó fuera de la narración de cómo se creó Occidente a los países hispanos, provocando la publicación del artículo "Los expulsados del paraíso" del venezolano Arturo Uslar Pietri (1972) en el diario El Nacional de Venezuela, que le valió el premio de periodismo hispanoamericano Miguel de Cervantes (1973). Este enfoque "negativo" sobre el mundo hispánico es visible en otras series de la BBC, y se mantiene hasta nuestros días. Así la serie Civilizations (2018) traducida en España como El arte de las civilizaciones, en su capítulo "First Contact" afirma que El Greco pintó El Expolio por miedo a la Inquisición española, y que el Barroco es producto de la influencia sobre el cristianismo español de los sacrificios humanos aztecas, lo cual carece de sentido.[cita requerida] Similares críticas, por errores históricos y presunta hispanofobia, recibió la serie que la BBC dedicó a la historia de España The Making of Spain, traducida en España "Cómo se hizo España", dirigida por Simon Sebag Montefiore.